# Верхнее Аккозино
Ве́рхнее Акко́зино (чув. Тури Çĕрпӳкасси) — деревня в Красночетайском районе Чувашской Республики. Входит в состав Хозанкинского сельского поселения.

## География
Находится в северо-западной части Чувашии на расстоянии приблизительно 13 км на восток-северо-восток от районного центра села Красные Четаи.

## История
Известна с 1727 года, когда в ней было 133 мужчины. В 1727 году было учтено 133 мужчины, в 1747 году — 97, в 1795 — 50 дворов и 400 жителей, в 1858 — 47 дворов и 388 жителей, в 1897—551 человек, в 1926—114 дворов и 575 жителей, в 1939—891 житель, в 1979—660. В 2002 году было 168 дворов, в 2010—147 домохозяйств. В 1930 году был образован колхоз «Памяти Ленина», в 2010 году действовал СХПК «Аккозинский».

## Население
Постоянное население составляло 453 человека (чуваши 99 %) в 2002 году, 365 в 2010.